# Південні ворота (Москва)
Південні ворота (рос. Южные ворота) — комплекс споруд у місті Москва, Росія, який обслуговує пасажирів міжрегіонального та міжнародного сполучення. Забезпечує автобусне сполучення Москви з містами південних регіонів Росії та іноземних країн.